# Liutbert (Köln)
Liutbert (* vor 793; † 871) war 842 erwählter Erzbischof von Köln und von 849 bis 870 der vierte Bischof von Münster.

## Leben
Er entstammte einer in Ripuarien begüterten Familie. Diese hatte sächsische Wurzeln. Nach dem Tod seines Onkels, des Kölner Erzbischofs Hadebald (der Nachfolger Hildebalds), sollte Liutbert 842 als Sohn von Hadebalds Bruder Hasbald (Asbald) als erwählter Bischof auf den Bischofssitz gebracht werden. Er fiel jedoch bei Kaiser Lothar in Ungnade, konnte sich aber auf Ludwig II. (den Deutschen) stützen. In der Bischofsliste von Erzbischof Willibert (870–889) werden weder Liutbert noch sein Nachfolger Hilduin genannt.
Bonner Urkunden nennen kurze Zeit später einen anderen, nämlich den Erzkanzler Kaiser Lothars I., Hilduin, den Abt von St. Denis, als berufenen Bischof von Köln. Liutbert konnte sich in Köln also offenbar nicht durchsetzen und wurde schließlich 849 mit dem Bistum Münster abgefunden. Unter seiner Herrschaft verlor das Bistum Münster seine letzten Rechte am Kloster Werden.
Liutbert hat sich stark an der Reichspolitik beteiligt. Er nahm 852 an der Reichssynode in Mainz sowie 860 am Dreikönigstreffen in Koblenz teil und 868 an der Synode von Worms, die langwirkende kirchenrechtliche Beschlüsse fasste. Ebenso war er bei der Weihe des alten Kölner Doms, als Hildebold-Dom bekannt, anwesend.
Seine Orientierung auf die Reichspolitik führte dazu, dass er dem Bistum Münster nur wenig Aufmerksamkeit schenkte. Bekannt ist, dass er die Gründung des Stifts Nottuln durch seinen Verwandten Graf Liutberg und dessen Sohn unterstützte. Das zu seiner Amtszeit gegründete Kloster Freckenhorst stattete er großzügig mit Reliquien aus. Dazu wurden zahlreiche Stücke aus Südgallien beschafft.
Unklar ist, ob das Patrozinium des Doms in Münster zu seiner Zeit von St. Marien auf St. Paulus überging.